# アナランジロフォ地域圏
アナランジロフォ地域圏（アナランジロフォちいきけん、Analanjirofo）は、マダガスカル北部に位置する地域圏のひとつ。2009年までは、トアマシナ自治州の一部であった。北でサヴァ地域圏と、西でソフィア地域圏と、南西でアロチャ＝マングル地域圏と、南でアツィナナナ地域圏とそれぞれ接する。
地域圏都はフェノアリヴォ・アツィナナナ。2018年時点の人口は115万2345人、面積は2万1930㎢である。 

## 行政区画
アナランジロフォ地域圏は6つの郡、および63のコミューンに細分されている。
- フェノアリヴォ＝アツィナナナ郡：14コミューン（別名フェネリヴ・エスト）
- マナナラ・アヴァラトラ郡：16コミューン（別名マナナラ・ノール）
- マロアンツェトラ郡：20コミューン
- ノシ・ボラハ郡：1コミューン（別名イル・サント＝マリー）
- ソアニエラナ・イヴォンゴ郡：9コミューン
- ヴァヴァテニナ郡：11コミューン

2023年6月5日、ラジョエリナ大統領はアナランジロフォ地域圏をアンバトソア地域圏とアナランジロフォ地域圏に分割すると発表した。アンバトソア地域圏には従来区分におけるマナナラ・アヴァラトラ郡とマロアンツェトラ郡が含まれ、アナランジロフォ地域圏には上記以外の郡が含まれることになる。

## 交通

### 空港
- マナナラ・アヴァラトラ空港
- マロアンツェトラ空港
- ノシ・ボラハ空港

## 保護区
- アンケニヘニ＝ザハメナ回廊の一部区域
- タンポロ新保護区
- ポワント＝ア＝ラレ特別保護区
- ザハメナ国立公園の一部区域
- マナナラ＝ノール国立公園
- マソアラ国立公園の一部区域
- ノシ・マンガベ保護区
- アンバトヴァキ保護区
- アンドレバ新保護区
- マキラ自然公園の一部区域

## 河川

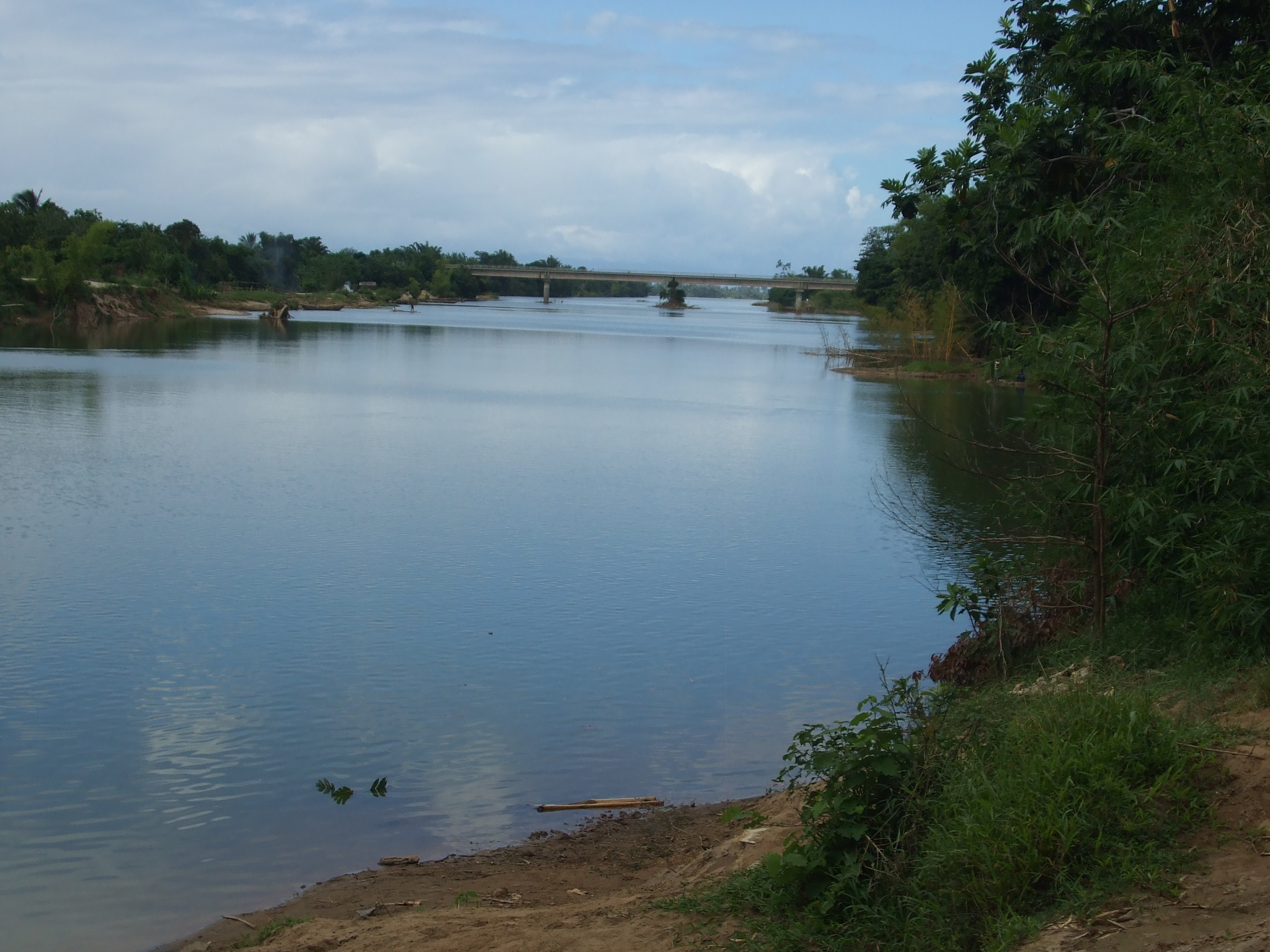
ヴォロイナにあるイヴォロイナ川

アンタナンバラナ川はアナランジロフォ地域圏で最大の河川であるが、その他にもランタベ川やイヴォロイナ川、マリンボナ川、マナンボロ川、アマラノフォツィ川、マハレヴォナ川、アンバニザナ川、マナナラ川が圏内を流れている。